# Nienhagen (Schwanebeck)
Nienhagen ist ein Ortsteil der Stadt Schwanebeck im Landkreis Harz in Sachsen-Anhalt.

## Geografie
Der Ort liegt in nördlichen Harzvorland an der Holtemme, nordöstlich der Kreisstadt Halberstadt. Durch den Ort führt die Verbindungsstraße zwischen Kloster Gröningen und Schwanebeck und die Eisenbahnlinie Magdeburg-Halberstadt. Bis 2000 zweigte von Nienhagen die Bahnstrecke nach Dedeleben ab. Des Weiteren mündete hier die Bahnstrecke Aschersleben–Nienhagen.

## Geschichte

### Mittelalter und Frühgeschichte
Die Gegend um Nienhagen, ursprünglich eine sumpfige Niederung, wurde im Zuge der Urbarmachung vermutlich vom Bischof Rudolf I. von Halberstadt kultiviert. Dazu wurden Ende des 12. Jahrhunderts auch niederländische Siedler mit Vergünstigungen angeworben. Im Zuge dessen entstand Nienhagen vermutlich aus einem Klostergut. Das ehemalige Rittergut, dessen Baulichkeiten noch heute das Ortsbild prägen, entstand vermutlich erst später als Zusammenschluss zweier weltlicher Güter.
Die erste urkundliche Erwähnung Nienhagens erfolgte 1138 als Bod-Sircstide. 1225 wurde der Ort Bot-Sircstide sive Nuenhagen genannt. Ab 1480 wird der Ort als Bod-Zerxstidde bezeichnet, zeitgleich änderten sich die Ortsbezeichnungen bis in das 16. Jahrhundert, darunter auch Nigenhagen. Zwischen dem 16. und 17. Jahrhundert war der Name Neuenhagen gebräuchlich, der jedoch bald darauf wieder verschwand.
Von 1138 bis 1804 war das St. Johannes-Kloster aus Halberstadt (auch Johanniskloster) der geistige Grundherr des Ortes. Noch heute finden sich Spuren eines ehemaligen Klosterhofes (Vorwerk des Klosteramtes St. Johann) nahe der Kirche in Nienhagen. Im Jahr 1220 bezeugte ein Friedrich von Nienhagen Anmerkung 1 die Schenkung zweier Hufen zu Hötensleben von Theoderich Edler von Adenoys (von Adensen). Friedrich war Afterlehensmann des Dietrich von Hasselfelde. Bereits für 1231 ist überliefert, dass Bischof Friedrich II. von Kirchberg den Bauern von Nienhagen (cives in Nigenhagen) allzeit das Recht einräumte, den Pfarrer wählen zu dürfen. Später verzichteten die Bauern auf dieses Privileg.
Als erste weltliche Herrscher besaßen die Grafen zu Regenstein Nienhagen zum Lehen (mindestens bis zum 16. Jahrhundert). Unter ihnen wurden die Ritter Spiegel angeführt. Bereits 1347 vereinnahmte der Ritter Albrecht Spiegel aus Schwanebeck im Zuge des sog. Regensteiner Krieges vom Kloster einige Höfe ohne deren Zustimmung. Dabei wurde auch der Klosterhof stark beschädigt. Die Spiegel teilten sich den Besitz mit den Herren von Bornstedt. Dietrich von Bornstedt wurde 1494 als Anteilseigentümer angeführt. Während die Bornstedt noch bis 1589 als Besitzer angeführt wurden, übernahmen die von Mahrenholz um 1442 bereits das andere Gut in Nienhagen. Beide Güter wurden von den Freiherren Mahrenholz, vermutlich im 18. Jahrhundert, übernommen und zusammengelegt. Teile ihres Besitzes wurden verpachtet. 1559 stand der Zehnte aus Nienhagen zur einen Hälfte dem Haus Gröningen, zur anderen Hälfte dem Heinrich von Hoym, einem Vasall der Grafen Regenstein, zu.
Nienhagen war bis 1648 Teil des Bistums Halberstadt, anschließend dem Fürstentum Halberstadt unterstellt. Das ehemalige Rittergut im Ort war einst Sitz eines Patrimonialgerichts, dem der Ort bis 1848 unterstand. Anmerkung 2
1785 wurden für Nienhagen 224 Einwohner gezählt. 1796 registrierte Friedrich Gottlob Leonhardi für das Pfarrdorf Nienhagen, ehemals Teil des Oscherslebischen Kreises, 38 Feuerstellen, ein Rittergut, ein Klosterhof, eine Schäferei, eine Wassermühle, eine Gastwirtschaft (Krug) sowie eine Schmiede.

### Industrialisierung
1815 wurde der Ort in den Regierungsbezirk Magdeburg der preußischen Provinz Sachsen eingegliedert. Nienhagen mit dem Rittergut war Teil des Amtsbezirks Krottorf. Mitte des 18. Jahrhunderts war das Pfarrdorf landtagsfähig und umfasste insgesamt 273 Einwohner (ausschließlich evangelischer Konfession) in 42 Wohnhäusern (darunter vier Bauernhöfe, fünf Kossätenhäuser und 33 Häusler), eine evangelische Kirche mit einem Pfarrer, einem Küster- und Schulhaus mit einem Lehrer, eine Gaststätte, Wassermahl- und Ölmühle. Ein Großteil der Bevölkerung, darunter viele Handwerker, galt seinerzeit als arm und unterernährt. Die Dorfgrenzen umschlossen kurz nach der Separation 2.102 Morgen Ackerland, 180 Morgen Wiesen, elf Morgen Gärten und 215 Morgen Anger. Einen Großteil der Landwirtschaftsflächen umfasste das damalige Rittergut. Die Gerichtsbarkeit und das Patronat hatte nunmehr der Staat inne. Gegen Ende des 19. Jahrhunderts war Nienhagen durch seine Grundherren bekannt, die neue landwirtschaftliche Spezialrichtungen, wie z. B. Herdbuch- und Pferdezüchtungen sowie Korbweiden- und Edelobstplantagen, einführten. Die Anzahl der Einwohner in Nienhagen wuchs stetig, so wurden 1885 insgesamt 501 Einwohner registriert. Seit dem 1. Juli 1867 gehörte Nienhagen innerhalb des Kreises Oschersleben zum Norddeutschen Bund. Mit Wirkung zum 30. September 1928 fand im Kreis, analog zur Entwicklung im übrigen Freistaat Preußen, eine Gebietsreform statt, bei der die Gutsbezirke aufgelöst und benachbarten Landgemeinden zugeteilt wurden. Kurz vor Ende des Zweiten Weltkriegs wurde die Provinz Sachsen zum 1. Juli 1944 aufgelöst, damit gehörte Nienhagen zur neuen Provinz Magdeburg.

### Nachkriegszeit
Nach dem Krieg wurde Nienhagen Teil der sowjetischen Besatzungszone, nachdem das Kreisgebiet 1945 zunächst von den amerikanischen Alliierten Streitkräften besetzt wurde. 1952 wurde der Landkreis Oschersleben im Zuge der Verwaltungsreform von der DDR aufgelöst. Nienhagen wurde Teil der Verwaltungsgemeinschaft Schwanebeck im Kreis Halberstadt. Das Handwerk, zur Zeit der Industrialisierung in Nienhagen noch allgegenwärtig, ging bis zu den 1970er Jahren immer mehr zurück, und das Dorf wurde vorwiegend durch den landwirtschaftlichen Charakter geprägt. Eine Möbelfabrik war größter Arbeitgeber im Ort. Werktätige Bürger pendelten daher häufig in die damalige Kreisstadt Halberstadt bzw. nach Oschersleben.
Am 1. Januar 2005 wurde die selbstständige Gemeinde Teil der Verwaltungsgemeinschaft Bode-Holtemme, 2010 in die Stadt Schwanebeck eingemeindet.

## Politik

### Wappen und Flagge
Das Wappen wurde am 25. August 1995 durch das Regierungspräsidium Magdeburg genehmigt.
Blasonierung: „Schräggeteilt von Silber über Grün; oben ein auffliegender schwarzer golden bewehrter und konturierter Fasan mit grünem Kopf und Hals und roter Blesse um das Auge, unten ein silberner Platanenzweig mit drei silbernen Blättern und drei goldenen Früchten.“
Das Wappen ist eine heraldisch-grafische Überarbeitung eines 1988 zur 850-Jahr-Feier der Gemeinde geschaffenes, bisher nicht bestätigten Wappens. Die Schildfarben Silber und Grün wurden nach der Fahne des örtlichen Gesangvereins von 1892 wie nach den Farben des Schützenvereins gewählt. Der auffliegende Fasanenhahn symbolisiert das Jagdschutzgebiet Nienhagens und gleichzeitig die Fruchtbarkeit der Landschaft. Der silberne Platanenzweig mit den goldenen Früchten symbolisiert als Gemeindespezifikum den geschützten Park, in dem große Platanen erhalten sind.
Das Wappen wurde von der Magdeburger Heraldikerin Erika Fiedler gestaltet.
Die Flagge zeigt die Farben Weiß - Grün mit dem aufgelegten Wappen.

### Partnerschaften
Seit dem 8. März 1991 besteht eine Partnerschaft zwischen Nienhagen (Schwanebeck) und Nienhagen (Landkreis Celle). Ein Holtemmenweg in Nienhagen (Celle) weist auf diese Partnerschaft hin.

## Kultur und Sehenswürdigkeiten

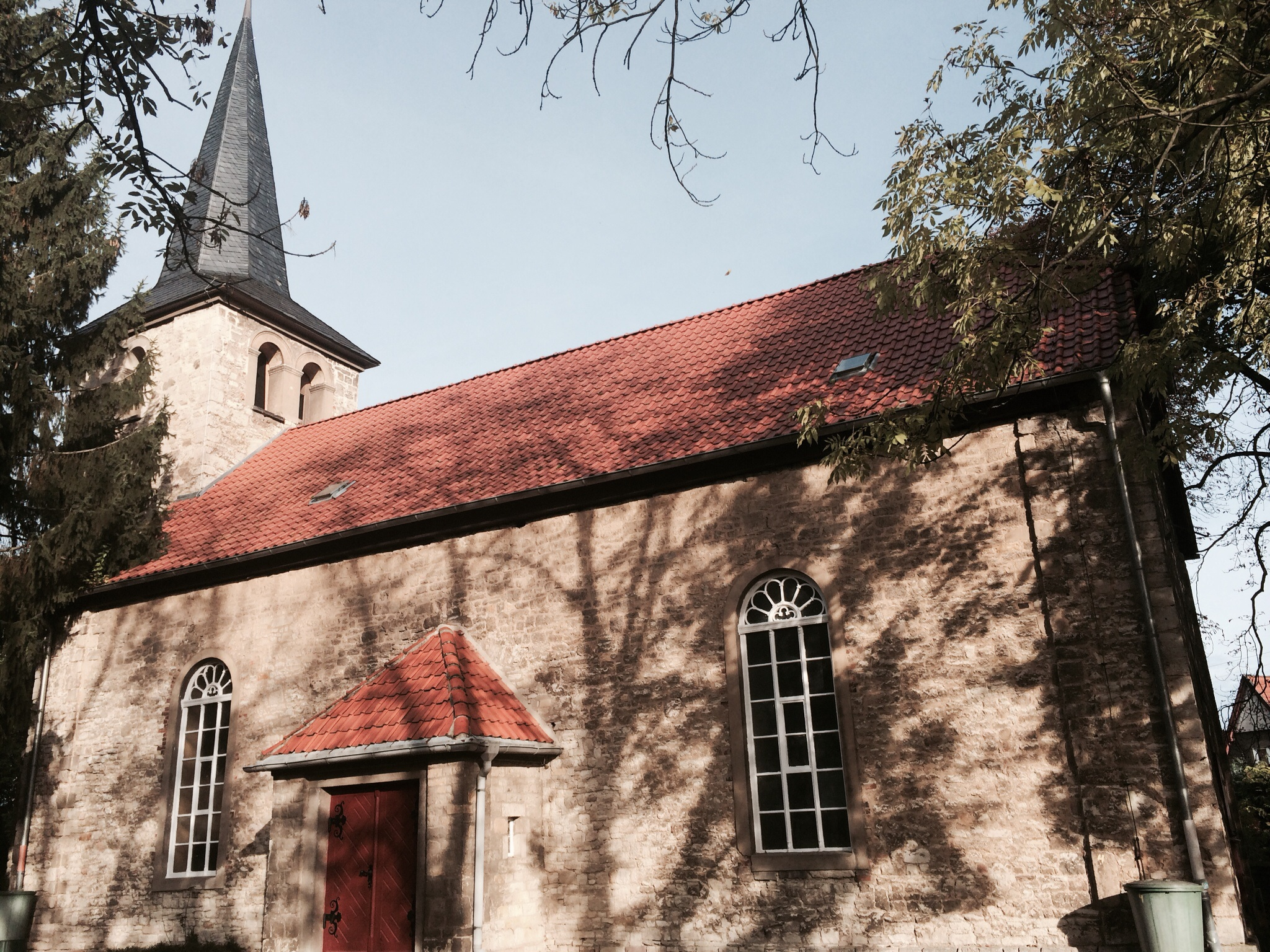
Nienhagen - Pfarrkirche St. Martini

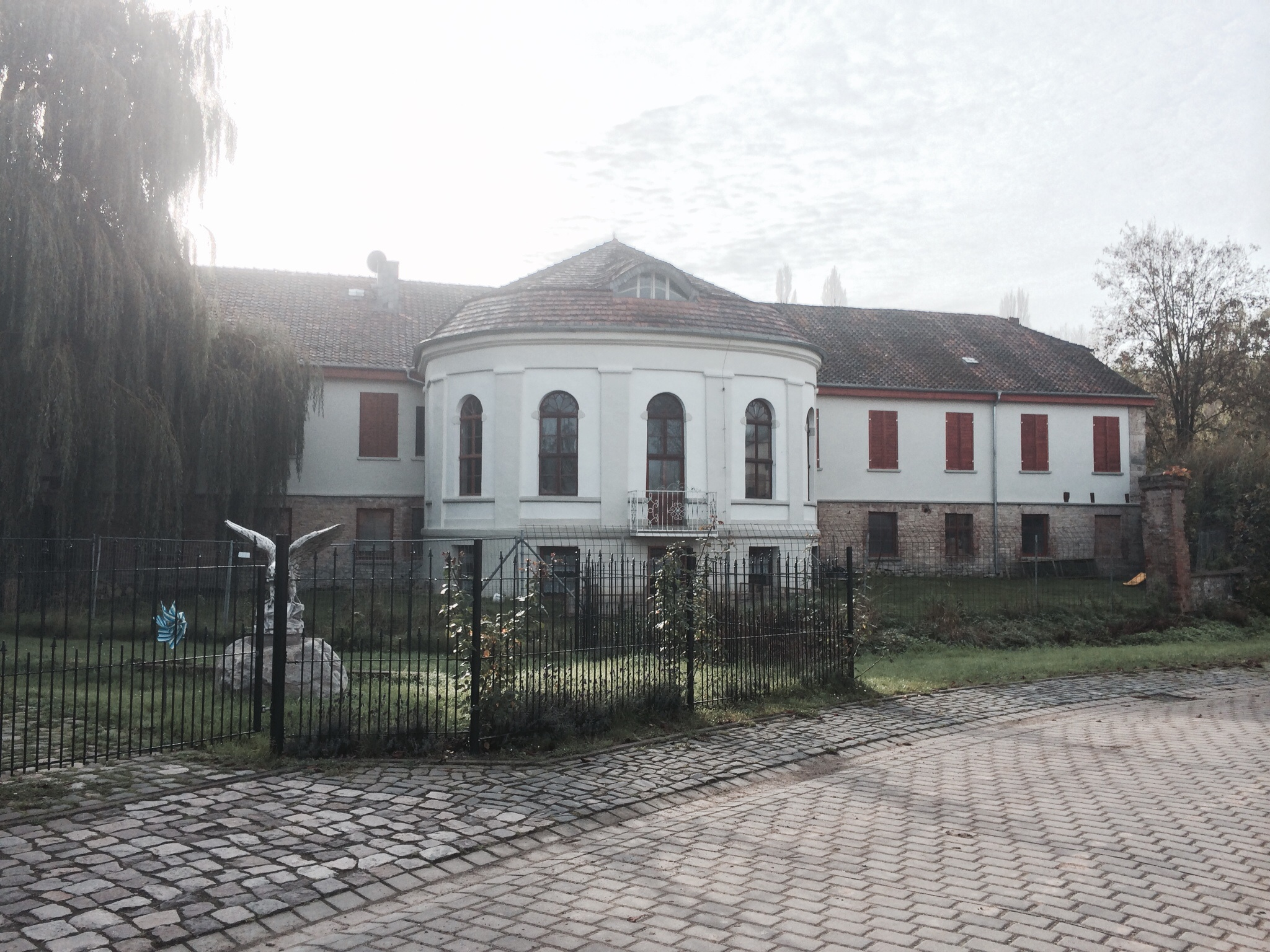
Nienhagen - Rittergut, ehemaliges Herrenhaus

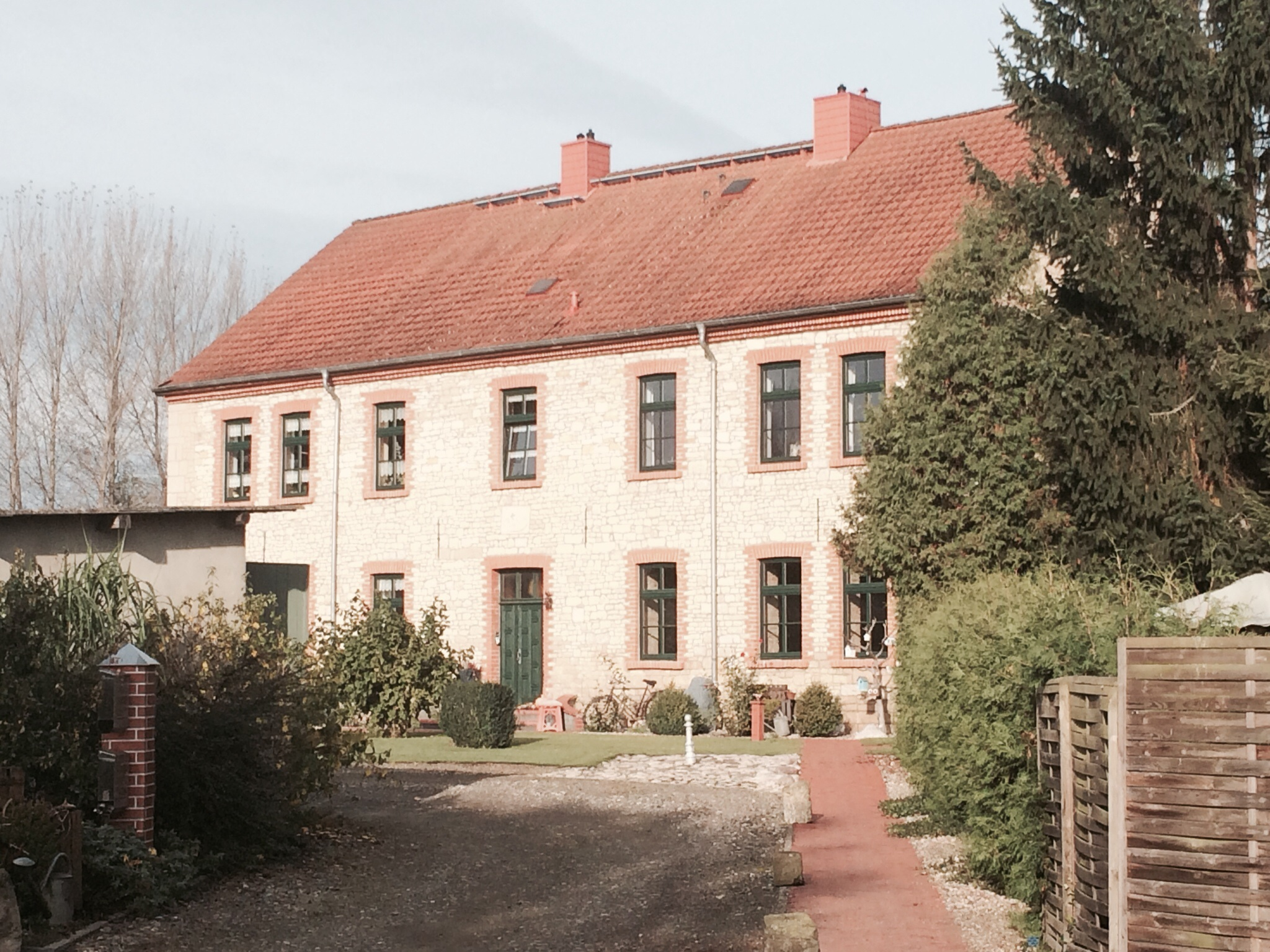
Nienhagen - Ehemaliger Klosterhof in unmittelbarer Nähe zur Kirche

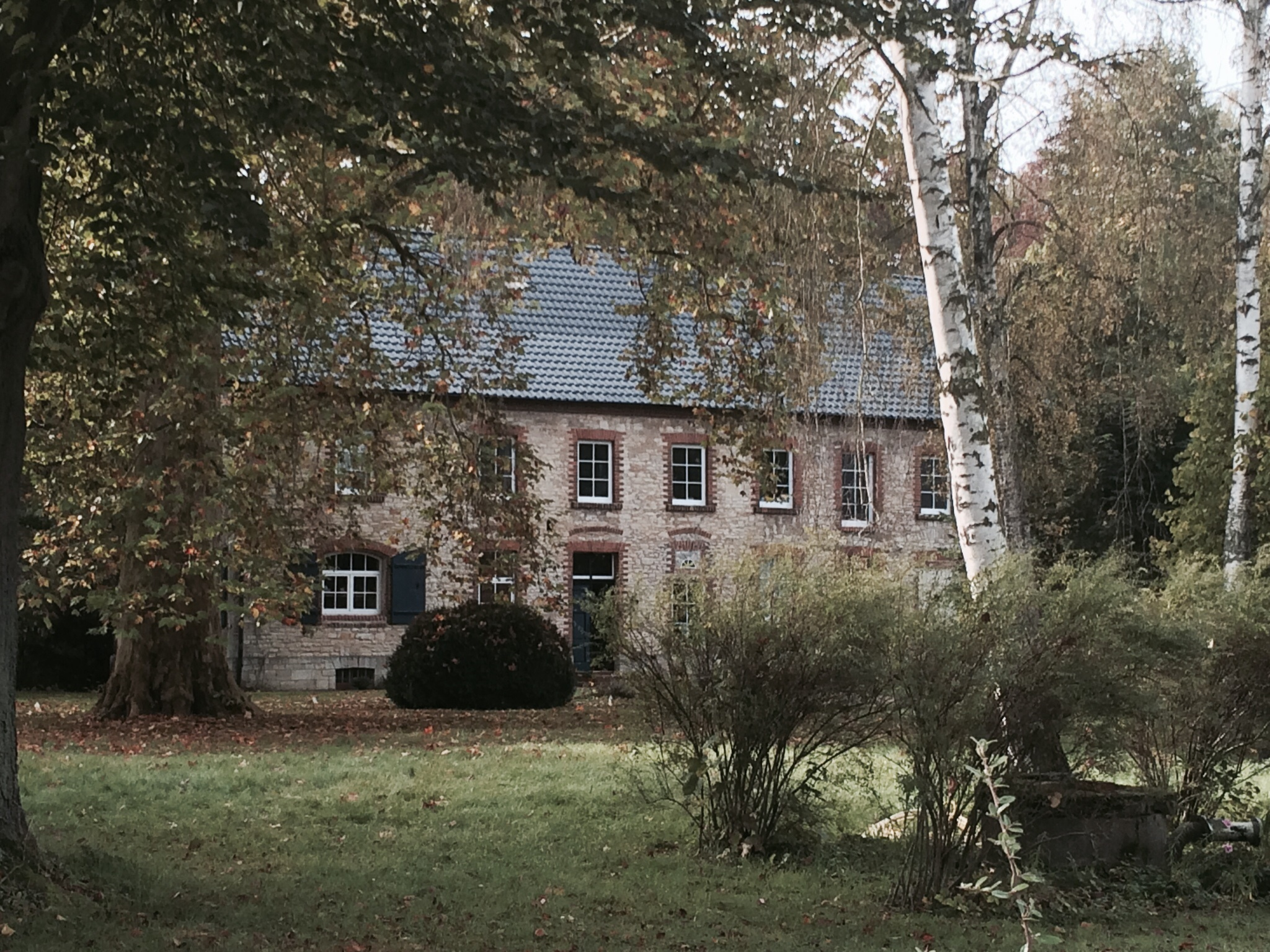
Nienhagen - Ehemalige Wassermühle im Rittergut

### Museen
- Seit 2010 Puppen- und Teddymuseum, mit Ausstellungsflächen in einem Bahnwaggon[11]

### Bauwerke
- Pfarrkirche St. Martini

- Ehemalige Gutsanlage, bestehend aus Herrenhaus, Nebengebäuden (teilweise zu Wohnzwecken umgebaut) und der ehem. Wassermühle.

Das Rittergut wurde erstmals 1196 erwähnt. Die ursprünglichen Erbauer sind nicht bekannt Anmerkung 3. 1837 übernahm den Besitz Carl von Wulffen, Hauptmann a. D. Bis dahin wechselte der Besitz bereits häufig. Mit der Industrialisierung gingen 1862 Gut und Mühle mit den zugehörigen Ländereien, in den Besitz des Amtsrats aus Groß-Wanzleben, Philipp-August Kühne, über, der das Rittergut für seinen ältesten Sohn Philipp erwarb. 1922 gehörten zum Gut 517 ha, damaliger Besitzer Amtsrat Stefan A. Kühne mit Hauptwohnsitz (Burg)-Domäne Groß Wanzleben. Die Familie Kühne besaß das Gut noch bis zur Enteignung im Zuge der Bodenreform 1945, da ging der Besitz an die Provinz Sachsen. Es folgte die Parzellierung der Ländereien, Vieh und Futterbestände wurden an Neubauern verteilt und im Jahr darauf, die Umwidmung der Anlage als Landwirtschaftsschule. 1947 war hier ein Ausbildungsbetrieb für landwirtschaftliche Berufe ansässig. 1951 wurden die Landesgüter Nienhagen und Emersleben zusammengelegt, wobei Emersleben zum Hauptbetrieb avancierte. In den 1970er Jahren übernahm die VEB Röderhof das Gut Emersleben-Nienhagen. 15 Jahre später wurden die Ställe mit den Nutztieren von der LPG Schwanebeck-Nienhagen übernommen.
- Klosterhof. Ehemalige Gutsanlage des St.-Johannes-Kloster in Halberstadt.

Bis ins 16. Jahrhundert vom Kloster eigenbewirtschaftet. Anschließend wurde es an die Rittergutsbesitzer Bornstedt, den Johann Philipp Friedrich Storren (1765 bis 1773) und an Gottfried Wilhelm Willke (1789 bis 1805) verpachtet. Nach der Aufhebung des Klosters, wurde der Klosterhof an einen Oberstleutnant von Heindel verkauft, bis es 1837 der Rittergutsbesitzer Wulffen und 1865 Philipp-August Kühne erwarb, der drei Jahre zuvor bereits das Rittergut von den Wulffen übernahm.

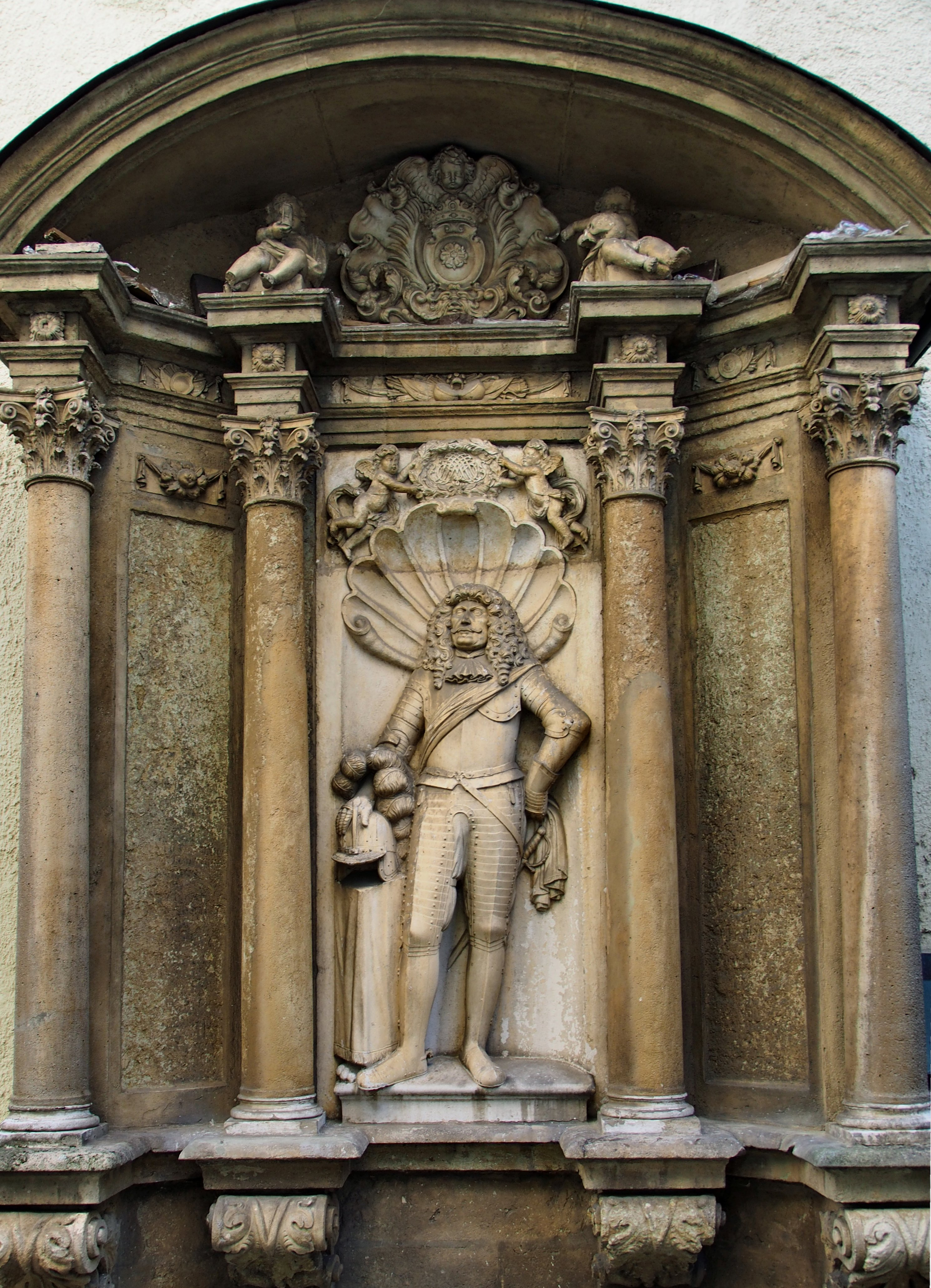
Epitaph Curt Asche von Marenholtz-Nienhagen (1619–1674), in Regensburg.

### Parks
- Ausgedehnte Parkanlage mit alten Platanenbestand, unweit der Gutsanlage.

## Persönlichkeiten
- Curt Asche (Ascan) Freiherr von Marenholtz (1619–1674), Erbherr in Nienhagen, Geheimer Rat, Gesandter d. Kurfürstentums Brandenburg; Präsident d. Regierung d. Fürstentums Halberstadt, Kammerherr.[14][15][16]
- Friedrich Gerhard Döleke (1757–1834), königl. preuß. Major zu Schleusingen, Kompaniekommandeur, Aufnahme 1836 in: Neuer Nekrolog der Deutschen[17]
- Wilhelm Heinrich Döleke († nach 1822), Professor am Gymnasium in Hildesheim, Direktor des Hennebergischen Gymnasiums in Schleusingen, Autor[18][19]
- Soscha zu Eulenburg, DRK-Funktionärin, Tochter von Winrich Behr und Stephanie Kühne-Nienhagen; 1944 in Nienhagen geboren